# OU812
OU812 (uttalas "Oh You Ate One Too") är Van Halens åttonde studioalbum, släppt 1988. 
Sex singlar släpptes från albumet: "Black and Blue", "Cabo Wabo", "Feels So Good", "Finish What Ya Started", "When It's Love" och "Mine All Mine". Albumet nådde förstaplatsen på Billboard 200.

## Låtlista
Samtliga låtar skrivna av Michael Anthony, Sammy Hagar, Alex Van Halen och Eddie Van Halen, om annat inte anges.
| 1. | Mine All Mine            | 5:11 |
| 2. | When It's Love           | 5:36 |
| 3. | A.F.U. (Naturally Wired) | 4:28 |
| 4. | Cabo Wabo                | 7:04 |

| 5. | Source of Infection    | 3:58 |
| 6. | Feels So Good          | 4:27 |
| 7. | Finish What Ya Started | 4:20 |
| 8. | Black and Blue         | 5:24 |
| 9. | Sucker in a 3 Piece    | 5:52 |